# Anna Airy

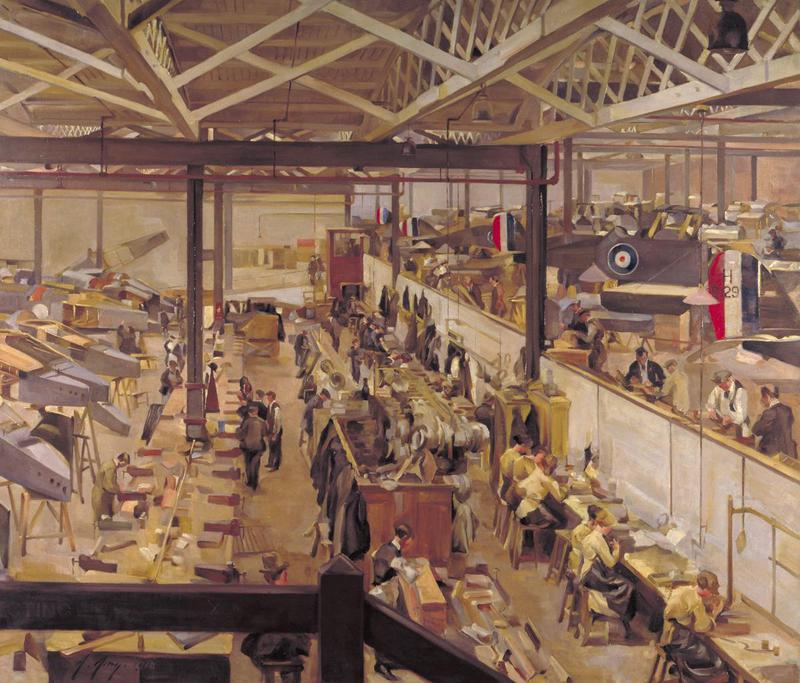
An Aircraft Assembly Shop, Hendon

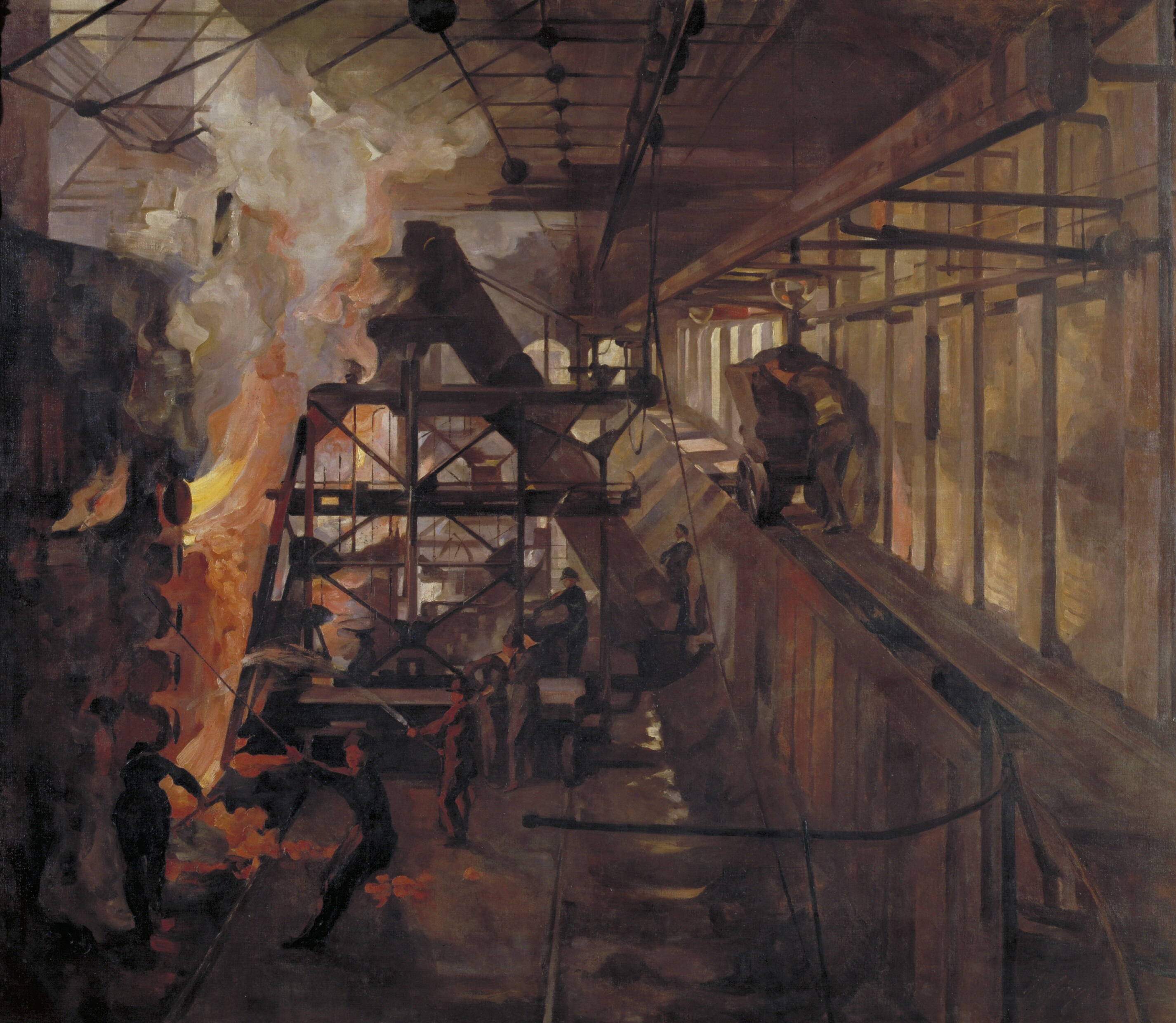
Women Working in a Gas Retort House- South Metropolitan Gas Company, London

Anna Airy (Greenwich, 6 de juny de 1882-Greenwich, 23 d'octubre de 1964) fou una pintora a l'oli, al pastel i gravadora britànica, una de les primeres dones oficialment reconegudes com a artista de guerra i com una de les principals artistes de la seva generació.
Airy va néixer al barri de Greenwich, a Londres, filla de l'enginyer Wilfrid Airy i d'Anna Listing, i neta de l'astrònom reial George Biddell Airy. Va estudiar a la Slade School of Fine Art de Londres de 1899 a 1903, amb William Orpen i Augustus John, sota mestratge de Frederick Brown, Henry Tonks i Philip Wilson Steer. A l'escola va guanyar diversos premis pels seus retrats i una beca per l'Escola Slade el 1902; també va guanyar el premi Melville Nettleship els anys 1900, 1901 i 1902.
Com a pintora i gravadora va rebre nombroses comandes de fàbriques i va pintar sobre el terreny durant la Primera Guerra Mundial, en condicions de vegades difícils o perilloses. El quadre A Shell Forge at a National Projectile Factory, Hackney Marshes, London el va haver de pintar molt de pressa per les extremes temperatures del lloc; més tard ella mateixa va dir que «el sòl estava tan calent que les sabates es van cremar per la calor». Aquesta pintura va formar part de l'exposició Women War Artists a l'Imperial War Museum el 2011-2012. El juny 1918, el Munition Committee de l'Imperial War Museum li va encarregar quatre pintures representant escenes típiques en quatre fàbriques d'armament diferents: la Nacional Projectil Factory a Hackney, la Nacional Filling Factory a Chilwell a la ciutat de Nottingham, la Aircraft Manufacturing Company a Hendon i la South Metropolitan Gas Company. També va fer quadres per la Women's Woek Section, el fons Canadian War Memorials Fund el 1917 i pel Ministeri de Munició l'any 1940.
Les obres de Airy van ser exposades a la Royal Academy of Arts l'any 1905 i els següents, la seva primera exposició sola va ser a la Carfax Gallery l'any 1908. També va ser present a exposicions internacionals, des de continentals, colonials a americanes, al Museu Britànic, el Victoria and Albert Museum i l'Imperial War Museum. La seva obra es troba a la Nacional Art Gallery of New South Wales, a Auckland (Nova Zelanda), Vancouver i Ottawa (Canadà), en les «Corporation Art Galleries» de Liverpool, Leeds, Huddersfield, Birkenhead, Blackpool, Rochdale, Ipswich, Doncaster, Lincoln, Harrogate, Paisley i Newport, i el gravat Forerunners of Fruit, pintat el 1925, a la col·lecció de l'Art Gallery of New South Wales.